# مرسيدس-بنز الفئة سي إل
مرسيدس سي إل (بالإنجليزية: Mercedes Cl class)‏ فئة رياضية من شركة دايملر بنز بدأ إنتاجها قبل 54 عاما. أنتجت Cl على القاعدة التحتية للفئة S الجديدة لكن بأبعاد وتصميم مختلفين كثيرا حيث أنها كوبيه. التصميم والشكل خلاب ومبدع إلى أقصى الحدود. من الداخل توجد لوحة القيادة المستعارة من شقيقتها الفئة S الصالون والكونسول الوسطي معدل عنها قليلا. زادت الأبعاد الخارجية في هذا الموديل عن سابقه الأمر الذي أدى إلى زيادة مساحات الجلوس داخل المقصورة التي تتسع لأربعة أشخاص فقط على أربعة مقاعد منفصلة. مساحة صندوق الأمتعة 490 لترا بزيادة 40 لترا عن الموديل السابق. وتتمتع هذه السيارة بأوسع تشكيلة تجهيزات موجودة في عالم صناعة السيارات ما جعلها من أفضل السيارات تجهيزا في العالم إن لم تكن أفضلها على الإطلاق.
محركات السيارة كلها مستعارة من الفئة S الصالون وتنقسم هذه السيارة إلى ثلاثة طرازات هي:ا

## مرسيدس سي إل 630 أي إم جي
تتوفر الفئة Cl بكافة تجهيزات شقيقتها الفئة S فهي تنفرد بتجهيزات جديدة أهمها نظام إضاءة ذكي Intelligent Light System بعدسات متغيرة في المصابيح الأمامية بخمسة برامج اضاءة مختلفة وباركترونك مزدوج بمواصفات إضافية.